# Vjalikaje Stsikleva
Vjalikaje Stsikleva (belarusiska: Вялікае Сціклева) är en by i Belarus. Den ligger i voblasten Minsks voblast, i den centrala delen av landet, 9 km öster om huvudstaden Minsk. Vjalikaje Stsikleva ligger 212 meter över havet och antalet invånare är 967.

## Natur och klimat
Terrängen runt Vjalikaje Stsikleva är platt. Runt Vjalikaje Stsikleva är det ganska tätbefolkat, med 120 invånare per kvadratkilometer.. Närmaste större samhälle är Mіnsk, 9,4 km väster om Vjalikaje Stsikleva.
Omgivningarna runt Vjalikaje Stsikleva är en mosaik av jordbruksmark och naturlig växtlighet.